# Anastoechus retardatus
Anastoechus retardatus är en tvåvingeart som beskrevs av Becker och Stein 1913. Anastoechus retardatus ingår i släktet Anastoechus och familjen svävflugor. Inga underarter finns listade i Catalogue of Life.